# Студентска позоришна трупа Фоча
Студентска позоришна трупа је основана крајем 2017. године као удружење са сједиштем у Фочи. Бави се припремањем и извођењем позоришних представа, а окупља младе и креативне аматере који студирају и бораве у Фочи. Прва представа Ономад у младости премијерно је изведена у мају 2018. године на сцени Градског народног позоришта Фоча.

## Историја
Трупа је основана 29. новембра2017. године, а своје активности спроводи у просторијама Градског народног позоришта Фоча. Шест мјесеци након оснивања, 29. маја 2018. године, чланови Студентске позоришне трупе из Фоче премијерно су извели прву представу, комедију Ономад у младости, рађену по тексту и у режији Мирјане Радовић, која је уједно понијела и једну од главних улога. Поред Радовићеве, у првој представи заиграли су Зоран Лукић, Кристина Аћимовић, Срђан Субашић, Нина Филиповић, Сара Шалић, Драгана Милетић и Јован Башевић. Извођење прве представе студентске трупе публика је наградила овацијама и аплаузима након сваке од изведених тачака, а студенти Медицинског и Православног богословског факултета из Фоче ускоро су наставили рад на новим представама.

## Активности
Трупа се бави припремањем и извођењем позоришних представа, а окупља студенте Универзитета у Источном Сарајеву са сједиштем у Фочи. Својим активностима доприноси богатијој културној понуди општине Фоча и уједно промовише аматерску позоришну дјелатност у Босни и Херцеговини. За припремање и извођење представа студенти користе просторије Градског народног позоришта Фоча, а поред учешћа у локалној аматерској сцени, приоритет су и гостовања у другим срединама којима се отварају могућности за размјену програма, искустава и упознавања драмских стваралаца.

## Репертоар
- Комедија Ономад у младости, текст и режија Мирјана Радовић
- Комедија Мамин син, текст и режија Мирјана Радовић[4]
- Комедија Женски разговори, текст Душко Радовић, режија Мирјана Радовић[5]

## Галерија
- Генерална проба представе "Мамин син"
- Генерална проба представе "Ономад у младости"
- Премијера представе "Ономад у младости" у Градском народном позоришту Фоча
- Генерална проба представе "Мамин син"
- Градско народно позориште Фоча, Немања Митровић и Игор Крњић
- Градско народно позориште Фоча, Андријана Јовановић и Игор Крњић
- Градско народно позориште Фоча, Андријана Јовановић и Дејан Радовић
- Градско народно позориште Фоча, Дејан Радовић, Мирјана Радовић и Игор Крњић
- Градско народно позориште Фоча, Дејан Радовић и Мирјана Радовић
- Градско народно позориште Фоча, Дејан Радовић и Игор Крњић
- Градско народно позориште Фоча, Дејан Радовић
- Градско народно позориште Фоча, Андријана Јовановић, Дејан Радовић и Мирјана Радовић
- Градско народно позориште Фоча, Мирјана Радовић и Игор Крњић
- Градско народно позориште Фоча, Дејан Радовић, Мирјана Радовић, Игор Крњић
- Градско народно позориште Фоча, Мирјана Радовић
- Градско народно позориште Фоча, Андријана Јовановић, Немања Митровић
- Градско народно позориште Фоча, Андријана Јовановић, Немања Митровић, Игор Крњић, Дејан Радовић и Мирјана Радовић
- Градско народно позориште Фоча, Немања Митровић, Игор Крњић и Андријана Јовановић
- Градско народно позориште Фоча, Немања Митровић, Андријана Јовановић, Дејан Радовић и Мирјана Радовић
- Градско народно позориште Фоча, Мирјана Радовић, Игор Крњић и Срђан Субашић
- Градско народно позориште Фоча, Мирјана Радовић, Игор Крњић
- Градско народно позориште Фоча, Дејан Радовић и Андријана Јовановић
- Представа "Женски разговори"